# Gérard Berry
Pour les articles homonymes, voir Berry (homonymie).
Gérard Berry, né le 25 décembre 1948, est un informaticien français, professeur au Collège de France, membre de l'Académie des sciences française (depuis 2002), de l'Académie des technologies (depuis 2005), et de l'Academia Europaea (depuis 1993).

## Biographie
Gérard Berry est le fils d'un commissaire de police et d'une enseignante en mathématiques. Il a deux frères ingénieurs, dont l'un, Michel Berry, son aîné, l'a précédé dans le cursus de formation.
Il est ancien élève de l'École polytechnique, et ingénieur général des Mines,. Après sa sortie de l'École des mines de Paris (1973), il reste rémunéré comme chercheur dans cette école jusqu'en 2000, tout en poursuivant d'abord une thèse d'État en mathématiques (soutenue en 1979), puis en poursuivant des projets au sein de l'Institut national de recherche en informatique et en automatique (INRIA) ou de l'École des mines, d'abord à Rocquencourt, puis à Sophia Antipolis. À partir de 1980, son principal axe de recherche est le développement du langage Esterel qui permet d'exprimer la synchronisation temporelle de tâches et de prouver leur bon déroulement.
De 2001 à 2009, il est directeur scientifique d'Esterel Technologies.
Pendant l'année scolaire 2007-2008, il tient la chaire annuelle d'Innovation technologique Liliane Bettencourt au Collège de France, où il donne un cours intitulé « Pourquoi et comment le monde devient numérique ».
Pendant l'année scolaire 2009-2010, il tient la chaire nouvellement créée Informatique et sciences numériques au Collège de France, où il donne un cours intitulé « Penser, modéliser et maîtriser le calcul informatique ».
Certains de ses cours 2007-2008 et 2009-2010 ont été redonnés en anglais à l'université d'Édimbourg dans le cours intitulé « Seven Keys to the Digital Future » en collaboration avec le Collège de France, l'Inria et la Royal Society of Edinburgh.
De 2009 à août 2012, il est directeur de recherches à l'Inria, , en détachement du corps des mines. Il y est membre de l'équipe-projet Indes et préside la commission d'évaluation de la recherche de cet institut.
De septembre 2012 à septembre 2019, Gérard Berry tient la chaire statutaire Algorithmes, machines et langages au Collège de France, tout en restant collaborateur extérieur du projet INRIA Indes (cf. supra). Il a donné les cours suivants :
- 2012-2013 : « L'informatique du temps et des événements » ;
- 2013-2014 : « Le temps élargi : horloges multiples, temps discret et temps continu » ;
- 2014-2015 : « Prouver les programmes : pourquoi, quand, comment ? » ;
- 2015-2016 : « Structures de données et algorithmes pour la vérification formelle » ;
- 2017-2018 : « Esterel de A à Z » ;
- 2018-2019 : « Où va l'informatique ? ».

Tous les cours de Gérard Berry et les séminaires et colloques liés aux cours sont disponibles en ligne sur le site Internet du Collège de France.
Gérard Berry est devenu professeur émérite au Collège de France en septembre 2019.
Il est membre du Conseil Scientifique d'Orange depuis 2018, et en est devenu président en 2020.
De 2018 à 2021, il participe au conseil scientifique de l'Éducation nationale.
Il est aussi Régent de Déformatique au Collège de 'Pataphysique,.

## Travaux
Sa contribution scientifique concerne cinq sujets :
- le lambda calcul et la programmation fonctionnelle ;
- la sémantique formelle des langages de programmation ;
- la programmation parallèle et temps réel ;
- la conception assistée par ordinateur de circuits intégrés synchrones ;
- la vérification formelle de programmes et circuits ;
- la modélisation du calcul en général.

Il est le créateur principal du langage de programmation Esterel et de son outillage.

## Honneurs et distinctions
- Membre de l'Académie des sciences, de l'Académie des technologies, et de l'Academia Europaea
- 1979 :  Médaille de bronze du CNRS
- 1990 : Prix Monpetit de l'Académie des sciences
- 1994 :  Chevalier de l'ordre des Palmes académiques
- 1999 : Prix Science et Défense
- 2005 : Grand prix de la Fondation EADS pour les applications de la science à l'industrie[13]
- 2008 :  Chevalier de l'ordre national du Mérite
- 2012 :  Chevalier de la Légion d'honneur[14]
- 2014 :  Médaille d’or du CNRS[15]
- 2023 :  Officier de l'ordre national du Mérite

## Publications en français
- Gérard Berry, Le Temps vu autrement, Paris, Odile Jacob, 2025, 368 p. (ISBN 978-2-4150-1077-5)
- Gérard Berry, La pensée informatique, Paris, CNRS Éditions, coll. « Les grandes voix de la recherche », 2019, 80 p.  (ISBN 978-2-271-12624-5)
- Gérard Berry, L'Hyperpuissance de l'informatique : Algorithmes, données, machines, réseaux, Paris, Odile Jacob, 2017, 506 p. (ISBN 978-2-7381-3953-5)
- Gérard Berry, La numérisation du monde, De Vive Voix, 2010
- Gérard Berry, L'informatique du temps et des événements, Paris, Fayard, coll. « Collège de France », 2013, 87 p.
- Gérard Berry, Penser, modéliser et maîtriser le calcul informatique, Paris, Fayard, coll. « Collège de France », 2008, 60 p. (ISBN 978-2-213-65421-8)
- Gérard Berry, Pourquoi et comment le monde devient numérique, Paris, Fayard, coll. « Collège de France », 2008, 80 p. (ISBN 978-2-213-63591-0)